# Film in 1870-1879
In de jaren 70 was de opkomst van de film in zijn beginfase. Dit is een overzicht van gebeurtenissen met betrekking tot filmproductie in de tijdsperiode 1870-1879.

## Gebeurtenissen
- jaren 70 - De Franse uitvinder Charles-Émile Reynaud ontwerpt de praxinoscoop, wat hem uiteindelijk op het idee bracht om de eerste versie van de projector (Optisch Theater) te bouwen.
- 1878 - Leland Stanford huurt Brits fotograaf Eadweard Muybridge in om de eerste foto van een galopperend paard te maken, die alle vier voeten van de grond heeft. Het lukte Muybridge om dit te doen, met een speciale camera. Vervolgens toerde hij over de wereld om zijn nieuwe uitvinding, en zijn foto's, te laten zien. Het motiveerde Étienne-Jules Marey om de eerste chronofotografische camera te ontwikkelen.

1870-1879 · 1880-1889 · 1890 · 1891 · 1892 · 1893 · 1894 · 1895 · 1896 · 1897 · 1898 · 1899 · 1900 · 1901 · 1902 · 1903 · 1904 · 1905 · 1906 · 1907 · 1908 · 1909 · 1910 · 1911 · 1912 · 1913 · 1914 · 1915 · 1916 · 1917 · 1918 · 1919 · 1920 · 1921 · 1922 · 1923 · 1924 · 1925 · 1926 · 1927 · 1928 · 1929 · 1930 · 1931 · 1932 · 1933 · 1934 · 1935 · 1936 · 1937 · 1938 · 1939 · 1940 · 1941 · 1942 · 1943 · 1944 · 1945 · 1946 · 1947 · 1948 · 1949 · 1950 · 1951 · 1952 · 1953 · 1954 · 1955 · 1956 · 1957 · 1958 · 1959 · 1960 · 1961 · 1962 · 1963 · 1964 · 1965 · 1966 · 1967 · 1968 · 1969 · 1970 · 1971 · 1972 · 1973 · 1974 · 1975 · 1976 · 1977 · 1978 · 1979 · 1980 · 1981 · 1982 · 1983 · 1984 · 1985 · 1986 · 1987 · 1988 · 1989 · 1990 · 1991 · 1992 · 1993 · 1994 · 1995 · 1996 · 1997 · 1998 · 1999 · 2000 · 2001 · 2002 · 2003 · 2004 · 2005 · 2006 · 2007 · 2008 · 2009 · 2010 · 2011 · 2012 · 2013 · 2014 · 2015 · 2016 · 2017 · 2018 · 2019 · 2020 · 2021 · 2022 · 2023 · 2024 · 2025